# Neve nera
Neve nera (Nieve negra) è un film argentino-spagnolo del 2017, diretto da Martín Hodara.

## Trama
Accusato di aver ucciso suo fratello durante una battuta di caccia in adolescenza (inverno 1978), Salvador vive isolato nel bel mezzo della Patagonia dove ha trascorso l'infanzia. Morto il padre, dopo diversi decenni senza vedersi, l'altro fratello Marcos e la cognata Laura arrivano per convincerlo a vendere le terre che condividono in eredità. Questo incontro in mezzo al nulla riaccenderà la rivalità, e i ruoli di vittima e carnefice si ribalteranno più e più volte.

## Produzione
Le riprese del film si sono svolte nel 2016 (fino al 26 maggio) in Patagonia (Argentina) e in Andorra (sui Pirenei, a simulare la Patagonia), più precisamente nella valle di Ordino.

## Promozione
Il primo trailer del film è stato pubblicato il 10 novembre 2016 da PampaFilms.

## Distribuzione
La data di uscita del film nelle sale cinematografiche argentine è stata il 19 gennaio 2017, in Spagna il 12 aprile, e in Italia il 24 agosto dello stesso anno (dopo un'uscita su Netflix il 10 giugno, come in Svezia e negli Stati Uniti d'America).

## Riconoscimenti (parziale)
- 2018
  - Premios YoGa: peggior attore straniero ("¡Cuidarín, Ricardo!") a Ricardo Darín